# LMC X-1
LMC X-1 è una sorgente di raggi X originata da un sistema binario insolitamente energico, la più potente di quelle presenti nella Grande Nube di Magellano.
La stella principale e visibile è una calda supergigante blu di classe O, mentre si ritiene che l'altra componente sia un buco nero formato dall'implosione di una stella più massiccia della stessa compagna. Dista 175 000 anni luce ed ha una magnitudine apparente di +14,5.
La supergigante blu, controparte visibile del sistema e chiamata LMC X-1 32, viene definita compagna in diverse pubblicazioni, anche se in realtà ha una massa 32 volte quella del Sole, un raggio 17 volte superiore ed una luminosità oltre 100 000 superiore a quella della nostra stella.
La massa stimata del buco nero è 10,91 masse solari, e ruota attorno al comune centro di massa in un periodo di circa 4 giorni.
La supergigante blu, con una temperatura di oltre 30.000 K, emette un forte vento stellare perdendo continuamente massa, parte della quale viene catturata dal disco di accrescimento del buco nero, generando raggi X quando la materia cade sulla superficie dello stesso.